# Domenico Tardini
Domenico kardinál Tardini (29. února 1888, Řím – 30. července 1961, Řím) byl vlivný člen římské kurie a kardinál státní sekretář Vatikánu (1958–1961).

## Život

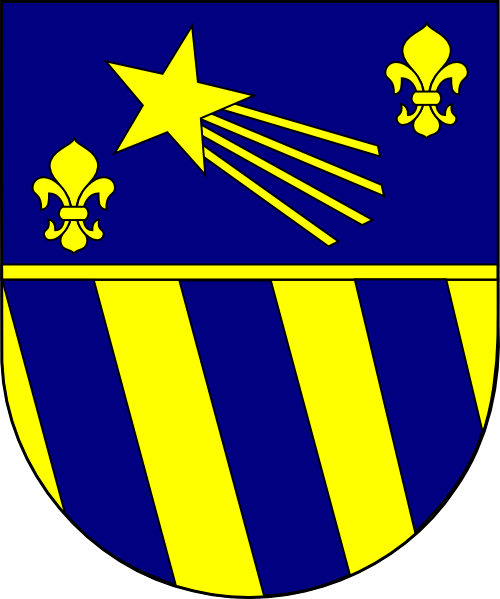
Osobní znak kardinála Domenica Tardiniho

Tardini se narodil v Římě v roce 1888 a 20. září 1912 byl vysvěcen na kněze. V roce 1920 se stal jedním z nižších úředníků římské kurie, 16. prosince 1937 pak sekretářem Kongregace pro mimořádné církevní záležitosti. Během druhé světové války tento post hodně souvisel se zahraniční politikou a diplomacií Vatikánu, a byť byl Tardini někdy spíše vykonavatelem a zprostředkovatelem vůle papeže Pia XII. a státního sekretáře kardinála Maglioneho, měl na její tvorbě významný podíl. Z titulu své funkce vedl celou řadu jednání s velvyslanci a vyslanci cizích států a jeho podrobné deníky a poznámky jsou považovány za velmi cenný zdroj informací o politice a záměrech Vatikánu v tomto období.
V roce 1952 jej Pius XII. jmenoval státním podsekretářem pro mimořádné církevní záležitosti, v této pozici úzce spolupracoval se „státním (pod)sekretářem“ Giovannim Batistou Montinim, pozdějším papežem Pavlem VI. (státní podsekretář Montini fakticky vykonával většinu činností příslušících státnímu sekretáři, ale formálně jím jmenován nikdy nebyl a ani nebyl v této době kardinálem. Některé význačné rozhodování spadající obvykle do gesce státního sekretáře navíc vykonával osobně Pius XII., což byl patrně hlavní důvod, proč po smrti Maglioneho nikoho na jeho místo nejmenoval). Od konce roku 1954, kdy byl Montini jmenován arcibiskupem milánským, Tardini de facto vykonával funkci státního sekretáře sám, ovšem formálně se jím stal až 14. prosince 1958, kdy jej jmenoval Jan XXIII. O den později pak byl jmenován kardinálem a 27. prosince titulárním arcibiskupem laodicejským. V době těchto jmenování však již trpěl vážnými zdravotními problémy, pro chatrné zdraví koneckonců údajně odmítl jmenování kardinálem již v roce 1953 (tehdy ovšem ještě papež Pius XII. dodržoval zvyk, že kardinálů nesmí být více než 70, a Tardini nechtěl v jejich sboru zabírat místo). Jelikož Jan XXIII. omezení počtu kardinálů zrušil a na jeho jmenování trval, Tardinimu nezbylo, než je přijmout. Jeho zdraví se rychle zhoršovalo, mimo jiné se negativně projevilo zvýšené pracovní vypětí spojené s přípravou Druhého vatikánského koncilu. Kardinál Tardini zemřel 30. července 1961.